# Talanites fervidus
Talanites fervidus är en spindelart som beskrevs av Simon 1893. Talanites fervidus ingår i släktet Talanites och familjen plattbuksspindlar. Inga underarter finns listade i Catalogue of Life.